# Piptocarpha jonesiana
Piptocarpha jonesiana là một loài thực vật có hoa trong họ Cúc. Loài này được G.Lom.Sm. miêu tả khoa học đầu tiên.